# 306 î.Hr.

## Nașteri
- dată necunoscută: Callimah  (d. 243 î.Hr.)
- dată necunoscută: Erasistrate  (d. 249 î.Hr.)

## Decese
- dată necunoscută: Apelles  (n. 370 î.Hr.)